# Миранян, Артур Ашотович
Артур Ашотович Миранян (арм. Արթուր Աշոտի Միրանյան ; 27 декабря 1995, Ереван) — армянский футболист, нападающий клуба «Университатя» (Клуж-Напока) и сборной Армении.

## Клубная карьера
Дебют в юношеской лиге УЕФА (Групповой этап) состоялся 17 сентября 2013 года, против «Реал Сосьедада», этот матч завершился со счётом 3-2 в пользу испанской команды.

## Карьера в сборной
Нападающий македонского «Вардара» Артур Миранян выразил желание выступать за сборную Армении и подал соответствующую заявку в ФИФА. ФИФА приняла решение удовлетворить заявку Мираняна. Главный тренер сборной Армении Бернар Шалланд уже выслал приглашение молодому футболисту на ближайшие матчи. Ранее 18-летний футболист играл в сборных Украины до 17-ти и 19-ти лет.
На Чемпионате Европы среди юношей до 17 лет (отборочный раунд) дебютировал 25 октября 2011 года в матче против сборной Бельгии, который завершился победой Украины со счётом 0-2.
Дебют за молодёжную сборную Армении состоялся 9 сентября 2014 года в игре против Беларуси, эта игра завершилась победой армянских футболистов со счётом 2-1.

## Достижения

### Командные
«Вардар»
- Чемпион Македонии: 2014/15

### Личные
- Лучший бомбардир чемпионата Армении: 2023/24